# Kysta
Kysta es un municipio del distrito de Trebišov en la región de Košice, Eslovaquia. Según el censo realizado en 2017, cuenta con una población estimada de 382 habitantes.[cita requerida]
Se encuentra ubicado al este de la región, en la cuenca hidrográfica del río Ondava (afluente del río Bodrog que, a su vez, lo es del Tisza), y cerca de la frontera con la región de Prešov y Hungría.

## Demografía
| Año        | 1994 | 2004    | 2014    | 2024    |
| ---------- | ---- | ------- | ------- | ------- |
| Población  | 412  | 406     | 374     | 402     |
| Diferencia |      | −1,45 % | −7,88 % | +7,48 % |

| Año        | 2023 | 2024    |
| ---------- | ---- | ------- |
| Población  | 395  | 402     |
| Diferencia |      | +1,77 % |